# Torneo di Wimbledon 2023 - Doppio femminile per invito
Kim Clijsters e Martina Hingis erano le campionesse in carica e hanno riconfermato il titolo battendo in finale Cara Black e Caroline Wozniacki.

## Tabellone

### Legenda
| - Q = Qualificato - WC = Wild card - LL = Lucky loser | - ALT = Alternate - SE = Special Exempt - PR = Protected Ranking | - w/o = Walkover - r = Ritirato - d = Squalificato |

### Finale
|  | Finale |                               |                               |   |   |  |
|  |        |                               |                               |   |   |  |
|  | A1     | Cara Black Caroline Wozniacki | Cara Black Caroline Wozniacki | 1 | 5 |  |
|  | B1     | Kim Clijsters Martina Hingis  | Kim Clijsters Martina Hingis  | 6 | 7 |  |

### Gruppo A
|    |                                   | Black Wozniacki  | Hantuchová Robson | King Švedova       | O'Brien Radwańska  | RR W–L | Set W–L | Game W–L | Standings |
| A1 | Cara Black Caroline Wozniacki     |                  | 6-1, 1-6, [10-8]  | 6-4, 6-3           | 2-6, 6-2, [10-6]   | 3–0    | 6–2     | 29–22    | 1         |
| A2 | Daniela Hantuchová Laura Robson   | 1-6, 6-1, [8-10] |                   | 0-6, 6-1, [3-10]   | 6-3, 6-2           | 1–2    | 4–4     | 25–21    | 3         |
| A3 | Vania King Jaroslava Švedova      | 4-6, 3-6         | 6-0, 1-6, [10-3]  |                    | 6-1, 3-6, [10]-[4] | 2–1    | 4-4     | 25–25    | 2         |
| A4 | Katie O'Brien Agnieszka Radwańska | 6-2, 2-6, [6-10] | 3-6, 2-6          | 1-6, 6-3, [4]-[10] |                    | 0–3    | 2–6     | 20–31    | 4         |

La classifica viene stilata in base ai seguenti criteri: 1) Numero di vittorie; 2) Numero di partite giocate; 3) Scontri diretti (in caso di due giocatori pari merito); 4) Percentuale di set vinti o di game vinti (in caso di tre giocatori pari merito); 5) Decisione della commissione

### Gruppo B
|    |                                      | Clijsters Hingis | Konta Mirza | Petković Rybáriková | Schiavone Vinci | RR W–L | Set W–L | Game W–L | Standings |
| B1 | Kim Clijsters Martina Hingis         |                  | 6-4, 6-1    | 6-3, 6-2            | 6-4, 6-3        | 3−0    | 6−0     | 36−17    | 1         |
| B2 | Johanna Konta Sania Mirza            | 4-6, 1-6         |             | 6-3, 7-66           | 6-4, 7-62       | 2−1    | 4−2     | 31−31    | 2         |
| B3 | Andrea Petković Magdaléna Rybáriková | 3-6, 2-6         | 3-6, 66-7   |                     | 4-6, 2-6        | 0–3    | 0–6     | 20–37    | 4         |
| B4 | Francesca Schiavone Roberta Vinci    | 4-6, 3-6         | 4-6, 62-7   | 6-4, 6-2            |                 | 1–2    | 2–4     | 29–31    | 3         |

La classifica viene stilata in base ai seguenti criteri: 1) Numero di vittorie; 2) Numero di partite giocate; 3) Scontri diretti (in caso di due giocatori pari merito); 4) Percentuale di set vinti o di game vinti (in caso di tre giocatori pari merito); 5) Decisione della commissione